# Обращение епископа Диомида
Обраще́ние епи́скопа Диоми́да (официальное название «Пора пресечь беззаконие. Обращение клириков, монашествующих и мирян Анадырско-Чукотской епархии РПЦ МП ко всем верным чадам Святой Православной Церкви») — опубликованное 22 февраля 2007 года обращение клириков, монашествующих и мирян Анадырско-Чукотской епархии ко «всем верным чадам Православной Церкви», подписанное правящим епископом Диомидом (Дзюбаном), игуменом Илиёй (Емпулевым), иереем Сергием Бахаревым, иереем Евгением Пилипенком, монахом Гавриилом (Ларионовым).
Обращение чрезвычайно широко освещалось в российских СМИ; некоторые эксперты указывали на правомерность некоторых поставленных в нём вопросов.

## Содержание
Обращение начинается словами «Мы, клирики, монашествующие, миряне Анадырско-Чукотской епархии во главе с нашим архипастырем и отцом Преосвященнейшим епископом Диомидом, обращаемся ко всем верным во Христе чадам православной Церкви. Наше обращение вызвано той болью и скорбью, которыми сейчас наполнены души всех искренно стремящихся ко спасению православных христиан» и констатирует: «В настоящее время в Русской Православной Церкви Московской Патриархии, членами которой мы являемся, существует ряд отступлений от чистоты православного вероучения». Далее следует их перечисление по пунктам.
1. «Постоянно набирает силу еретическое учение экуменизма, стремящееся <…> объединить все веры в одну религию или, по крайней мере, „духовно“ их примирить». «В рамках этого движения совершаются совместные молитвы с еретиками, еретики присутствуют на православном богослужении <…> Учащаются приветственные „братские“ послания православных инославным <…> Проводятся совместные встречи и заседания».
2. «Развитие духовного соглашательства (неосергианство), подчиняющего церковную власть мирской, зачастую богоборческой власти, в ущерб богодарованной свободе». «Это является главной причиной участия церковных деятелей в экуменизме, одобрения ими глобализации, а в дальнейшем и к подчинению церковной организации единому мировому лидеру».
3. «Молчаливое согласие вместо обличения антинародной политики существующей власти»
4. «Оправдание и благословение персональной идентификации граждан при ошибочном утверждении, что принятие внешних знаков и символов, навязываемых новым временем, не может повредить душе без её сознательного отречения от Бога». «Тенденция дискриминации верующих по принципу несогласия с процессами глобализации (наличие старого паспорта, отказ от ИНН на храмы, монастыри)».
5. «Одобрение демократии. Призыв к голосованию за определенных политических лидеров, вопреки церковным канонам и в нарушение соборной клятвы 1613 года».
6. «Проведение межрелигиозного саммита, с обращением к лидерам „большой восьмёрки“, что является признанием их власти». При этом «Большая восьмёрка» по мнению авторов письма «является органом мирового масонского правительства, подготавливает приход единого мирового лидера, то есть антихриста».
7. Комментируя фразу «Будем хранить мир, заповеданный Всевышним!» из обращения межрелигиозного саммита, упомянутого в предыдущем пункте, авторы письма написали: «Мы не считаем, что у нас один „Всевышний“ с иудеями, мусульманами, и прочими религиями и учениями».
8. Авторы письма выражали «своё несогласие с официальным заявлением по центральному телевидению о единстве нравственных ценностей у православия, иудаизма, мусульманства и католицизма», заявляя своё несогласие с «моральным кодексом талмуда по которому все люди кроме евреев — „гои“», «мусульманством, допускающим, например, многоженство» и «католицизмом и его моралью ордена иезуитов».
9. Авторы обращения выражали своё несогласие «с попранием принципа соборности в связи с долгим отсутствием созыва Поместного Собора и передачи важнейших его функций собору архиерейскому».

## Реакция Патриархии и общества
Диакон Андрей Кураев уже через два дня после публикации «Обращения» дал на него ответ, в котором отметил:

К сожалению, Обращение епископа Диомида характеризует его как человека, который уже давно и безнадежно потерял связь с реальностью, и вряд ли это связано с отдаленностью его кафедры. Вопрос здесь в том, что он разрешает себе видеть, а что нет. Страсть тотальной подозрительности взяла над ним верх, и он все перетолковывает лишь подчиняясь этой страсти. <…> Тот, кто настроил себя только на сбор плохой информации, рискует расстаться с даром рассудительности. И тогда уже личная духовная проблема выливается в осуждение других христиан, а порой и в общецерковную боль.
Руководство Патриархии в лице митрополита Кирилла указало на недопустимость подобного обращения в принципе. Архиерейский собор Русской Православной Церкви подготовил богословско-канонический анализ писем и обращений, подписанных Преосвященным Диомидом, епископом Анадырским и Чукотским, в котором подробно рассмотрел каждое из выдвинутых обвинений, заключив, что «документы, подписанные епископом Анадырским и Чукотским Диомидом, порочат авторитет Русской Православной Церкви, фактически провоцируют раскол, наполнены духом изоляционизма и экстремизма, толкают Церковь на конфликт с государственной властью и с представителями других конфессий, а также являются соблазном для людей, стоящих „на пороге“ Православной Церкви». В 2016 году протодиакон Андрей Кураев так охарактеризовал это решение: «чукотскому епископу Диомиду заткнули рот, но по сути не ответили».
Подробный и аргументированный ответ на «письмо епископа Диомида» опубликован православным религиоведом, преподавателем Московской духовной академии Юрием Максимовым.
См. подробнее в статье Диомид (Дзюбан)#«Обращение», другие заявления и реакция на них